# Saint-Pierre-Claver
Saint-Pierre-Claver är en kyrka vid Boulevard Saint-Joseph i Montréal i Kanada. Den planerades av Joseph Venne och Jean-Omer Marchand. Den började byggas 1915, och blev klar 1917.